# Edwin Ouon
Edwin Ouon (ur. 26 stycznia 1981 w Aubervilliers we Francji) – rwandyjski piłkarz pochodzenia francuskiego, reprezentant Rwandy. Gra na pozycji środkowego obrońcy dla Lewadiakosu w Grecji na najwyższym poziomie rozgrywkowym. Ceniony środkowy obrońca, podczas gry na Cyprze dwukrotnie zdobył nagrodę „Defender of the Year” w sezonie 2008-2009 oraz 2011-2012.

## Kariera klubowa
Edwin Ouon karierę klubową rozpoczął w drużynie juniorów FC Metz. Dalszą karierę juniorską kontynuował w Red Star Saint-Queen, w którym to klubie przeszedł do drużyny seniorów nie rozgrywając żadnych meczów w pierwszej drużynie. Po krótkim pobycie w Cagliari Calcio w roku 2002 trafił do Royal Antwerp, klubie grającym wówczas w Jupiler League. Na koniec sezonu 2003/04 drużyna została zdegradowana do niższej ligi. Po rocznej grze na niższym poziomie rozgrywkowym Edwin Ouon trafił do pierwszoligowego klubu Germinal Beerschot, skąd po rundzie jesiennej został wypożyczony do Oostende. Kolejny przystanek w jego karierze miał miejsce w 4-ligowym klubie hiszpańskim Mazarrón, skąd w roku 2007 trafił na Cypr, do pierwszoligowej drużyny Aris Limassol. Po rozegraniu całego sezonu w drużynie Arisu, rok później trafił do drużyny AEL-u Limassol, gdzie święcił największe sukcesy w swojej karierze, zdobywając tytuł mistrza Cypru w sezonie 2011/2012. W sezonie tym wybrany został po raz drugi w karierze najlepszym obrońcą ligi cypryjskiej (tytuł Defender of The Year). W kolejnym sezonie, po raz pierwszy w karierze wystąpił w europejskich pucharach, w kwalifikacjach do Ligi Mistrzów 2012/2013, eliminując drużynę Partizana Belgrad, odpadając w ostatniej rundzie kwalifikacyjnej z drużyną RSC Anderlecht. W sumie piłkarz spędził w drużynie AEL Limassol 6 sezonów, skąd przed sezonem 2014/15 trafił do pierwszoligowej drużyny Ermis Aradipu. W klubie spędził tylko runde jesienną, zostając od 1.1.2015 piłkarzem Apollonu Limassol. Przed kolejnym sezonem (2015/16) trafił do pierwszoligowej drużyny APO Lewadiakos.

## Kariera reprezentacyjna
W reprezentacji Rwandy Edwin Ouon zadebiutował w 2009 roku podczas nieudanych eliminacji do mistrzostw świata w 2010 roku rozgrywając 2 spotkania zakończone porażką drużyny Rwandy. W barwach reprezentacji Rwandy wystąpił ponownie w 2013 roku w 2 meczach, w tym 1 nieoficjalnym. Obecnie dla reprezentacji Rwandy rozegrał 3 oficjalne mecze (stan na 10.08.2014).

## Sukcesy
- AEL Limassol
  - Mistrzostwo Cypru 2011/2012
  - Defender of the Year 2008/2009
  - Defender of the Year 2011/2012

## Statystyki kariery
(aktualne na dzień 22 grudnia 2016)
| Klub                 | Sezon              | Liga                      | Liga  | Liga   | Puchar kraju | Puchar kraju | Europa | Europa | Suma  | Suma   |
| Klub                 | Sezon              | Liga                      | Mecze | Bramki | Mecze        | Bramki       | Mecze  | Bramki | Mecze | Bramki |
| -------------------- | ------------------ | ------------------------- | ----- | ------ | ------------ | ------------ | ------ | ------ | ----- | ------ |
| Red Star Saint-Queen | 2000/01            | Championnat National (3)  | 0     | 0      | 0            | 0            | –      | –      | 0     | 0      |
| Cagliari Calcio      | 2001/02            | Serie B                   | 0     | 0      | 0            | 0            | –      | –      | 0     | 0      |
| Royal Antwerp        | 2002/03            | Jupiler League            | 18    | 0      | 3            | 0            | –      | –      | 21    | 0      |
| Royal Antwerp        | 2003/04            | Jupiler League            | 23    | 0      | 2            | 0            | –      | –      | 25    | 0      |
| Royal Antwerp        | 2004/05            | Proximus League           | 25    | 0      | 3            | 0            | –      | –      | 28    | 0      |
| Germinal Beerschot   | 2005/06            | Jupiler League            | 6     | 0      | 0            | 0            | –      | –      | 6     | 0      |
| Oostende (wyp.)      | 2005/06            | Proximus League           | 11    | 1      | 0            | 0            | –      | –      | 11    | 1      |
| Mazarrón             | 2006/07            | Tercera División (4)      | 10    | 1      | 0            | 0            | –      | –      | 10    | 1      |
| Aris Limassol        | 2007/08            | Protathlima A’ Kategorias | 22    | 0      | 0            | 0            | –      | –      | 22    | 0      |
| AEL Limassol         | 2008/09            | Protathlima A’ Kategorias | 29    | 1      | 0            | 0            | –      | –      | 29    | 1      |
| AEL Limassol         | 2009/10            | Protathlima A’ Kategorias | 21    | 0      | 0            | 0            | –      | –      | 21    | 0      |
| AEL Limassol         | 2010/11            | Protathlima A’ Kategorias | 14    | 0      | 0            | 0            | –      | –      | 14    | 0      |
| AEL Limassol         | 2011/12            | Protathlima A’ Kategorias | 26    | 1      | 7            | 0            | –      | –      | 33    | 1      |
| AEL Limassol         | 2012/13            | Protathlima A’ Kategorias | 19    | 0      | 6            | 0            | 10     | 2      | 35    | 2      |
| AEL Limassol         | 2013/14            | Protathlima A’ Kategorias | 26    | 1      | 2            | 0            | –      | –      | 28    | 1      |
| Ermis Aradipu        | 2014/15            | Protathlima A’ Kategorias | 16    | 0      | 0            | 0            | 2      | 0      | 18    | 0      |
| Apollon Limassol     | 2014/15            | Protathlima A’ Kategorias | 10    | 0      | 0            | 0            | –      | –      | 10    | 0      |
| APO Lewadiakos       | 2015/16            | Superleague Ellada        | 18    | 0      | 2            | 0            | –      | –      | 20    | 0      |
| APO Lewadiakos       | 2016/17            | Superleague Ellada        | 12    | 1      | 2            | 1            | –      | –      | 14    | 2      |
| Ogólnie w karierze   | Ogólnie w karierze | Ogólnie w karierze        | 306   | 6      | 27           | 1            | 12     | 2      | 345   | 9      |